# Ahmad Shah Durrani
Ahmad Shāh Durrānī (khoảng 1723 – 1773) (احمد شاه دراني), còn gọi là Ahmad Shāh Abdālī (احمد شاه ابدالي) và tên khai sinh là Ahmad Khān Abdālī, là vị vua đầu tiên của đế quốc Durrani. Ông được nhiều sử gia xem là người sáng lập ra đất nước Afghanistan hiện đại.
Sau khi Nader Shah Afshar bị ám sát vào tháng 6 năm 1747, ông trở thành êmia của Khorasan, sau đó ông sáng lập và trị vì đế quốc Durrani cho tới khi qua đời năm 1773. 
Để củng cố lại những bộ lạc người Pashtun và các đồng minh, ông chinh đông tới Punjab thuộc nhà Mogul của Ấn Độ, và phía nam tới đế quốc Afshar đang suy yếu.
Người Pashtun ở Afghanistan gọi ông là Bābā ("người cha").

## Tuổi trẻ của Ahmad Shah
Giữa năm 1722 và 1723, Ahmad Khan (tức Ahmad Shah sau này) sinh ra ở Multān,
 Punjab, nay là Pakistan, hoặc Herāt (Afghanistan ngày nay). Ông thuộc chi Sadozai của nhánh Popalzai trong bộ lạc của người Pashtun Abdali, và là con trai thứ của Mohammed Zaman Khan, tù trưởng người Abdali. Một số người cho rằng ông sinh tại thành phố Multan của Pakistan ngày nay. Khi còn thơ ấu, ông đã cùng mẹ (Zarghuna Alakozai) đến thành phố Herat nơi thân phụ ông, Mohammed Zaman Khan, làm thủ lĩnh của người Abdali và tổng trấn tỉnh. Trong tác phẩm "Tarikh Ahmad Shahi" (Những sự kiện dưới triều vua Ahmad Shah), các sử thần của triều đình Durrani đã ghi nhận rằng Ahmad Shah sinh tại Multan. Tuy nhiên, sử gia Afghanistan nổi tiếng Ghulam Mohammad Ghobar cùng nhiều nhà sử học khác như Ganda Singh, Willem Vogelsang, và Frank Clements tin rằng Ahmad Khan sinh ra tại Herat. Ganda Singh đã tham khảo những tài liệu sơ cấp như Tarikh-i-Ahmad Shahi do Mahmud-ul-Musanna xuất bản năm 1753 và Tarikh-i-Hussain Shahi do Imam-uddin al-Hussaini xuất bản năm 1798. 
| “ | Nhà sử học Ganda Singh còn nghiên cứu những tài liệu Ba Tư như Tarikh-i-Ahmad Shahi 1753 của Mahmud-ul-Musanna. Tài liệu đề cập tới ba cuộc chinh phạt đầu tiên của vua Ahmad Shah. Còn Tarikh-i-Hussain Shahi 1798 của Imam-uddin al-Hussaini thì nói về lịch sử nhà Durrani từ khi vua Ahmad Shah lập quốc cho đến năm 1798. | ” |

Cả cha và ông nội của Ahmad Shah đều tử trận, và ông phải lánh nạn sang Kandahar cùng với những người Ghilzai. Ahmad Shah và anh là Zulfikar Khan bị Hussein Khan, tổng trấn người Ghilzai của Kandahar, giam cầm vào một pháo đài. Hussein Khan lãnh đạo một bộ lạc hùng mạnh người Pashtun, trước kia đã chinh phạt miền Đông Ba Tư và chiếm ngôi vua của nhà Safavid.
Khoảng năm 1731, Nader Shah Afshar, vị vua mới của Ba Tư, bắt đầu tuyển người Abdali vào quân đội ông. Sau cuộc chinh phạt Kandahar năm 1737, Ahmad Khan và anh trai được Nader Shah trao trả. Người Ghilzai bị đánh đuổi khỏi Kandahar và những người Abdali chiếm được vùng đất này.

## Tướng lĩnh dưới quyền Nader Shah

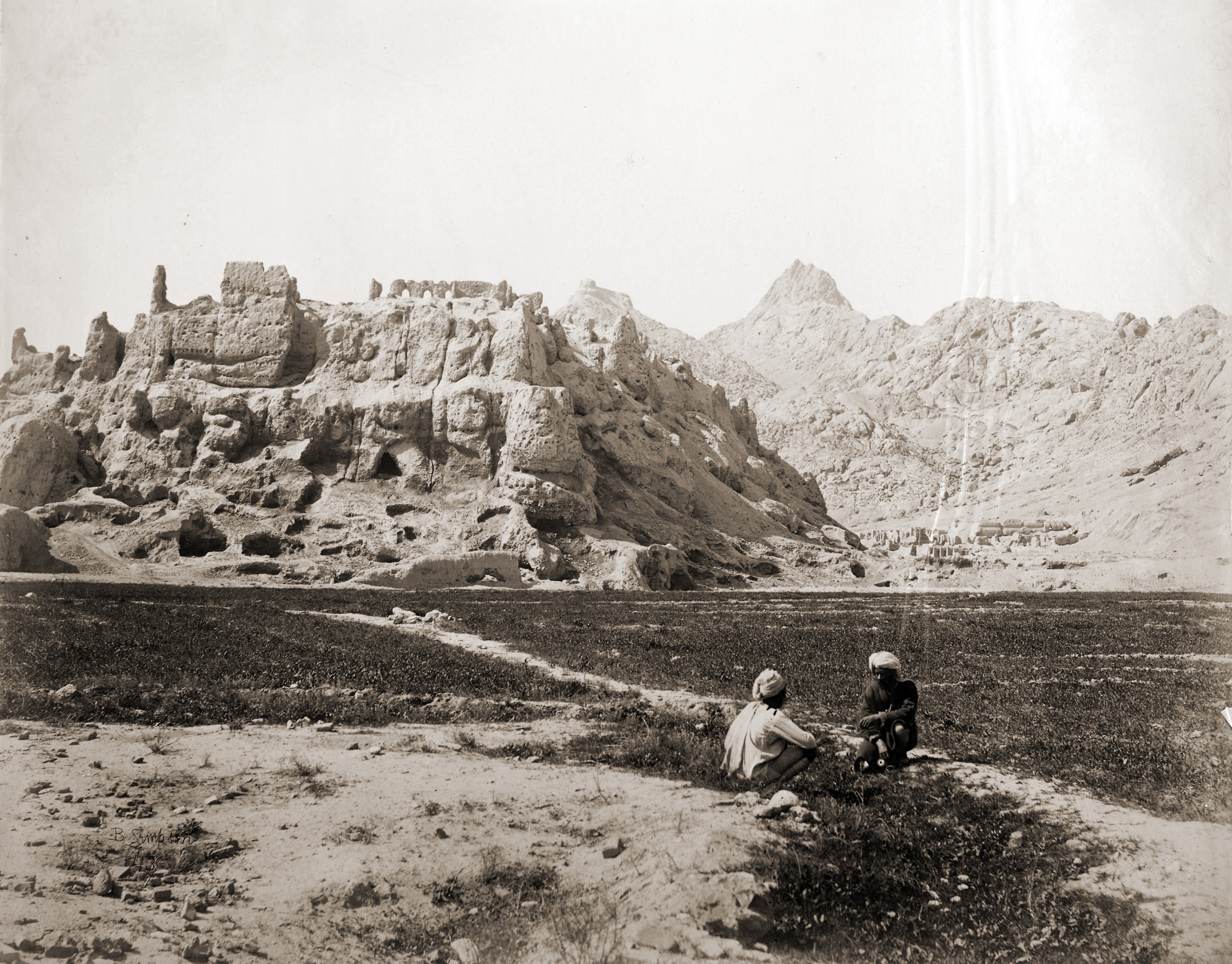
Thành trì Shah Hussein tại Kandahar - ảnh chụp năm 1881. Đây là nơi Ahmad Khan Abdali và anh trai bị giam cầm. Thành đã bị phá hủy 1738 nhưng vẫn có thể thấy được ngày nay.

Vì Abdali là một chàng trai trẻ khôi ngô tuấn tú, nên được Nader Shah trọng dụng. Về sau, Abdali được Nader Shah phong làm "Dur-i-Durran" (viên ngọc của những viên ngọc quý), cũng từ đây ông đổi tên bộ lạc Abdali thành bộ lạc Durrani. Ahmad Khan trở thành "người hầu cá nhân" (yasāwal) của Nader Shah, sau làm chỉ huy toán kị binh của các thành viên bộ lạc Abdali. Ahmad nhanh chóng làm chỉ huy những đạo kị binh ước lượng 4.000 chàng trai khoẻ mạnh (chủ yếu là người Abdali), đã tham gia trong cuộc xâm lăng Ấn Độ của Shah.
Theo truyện cổ, Nader Shah - một vị vua lẫy lừng nhưng háo danh - đã thấy được tài năng của vị tướng trẻ. Theo truyền thuyết Pashtun, có lần Nader Shah mời Ahmad Khan Abdali đến Delhi và nói:
Lại đây nào Ahmad Abdali. Hãy nhớ Ahmad Khan Abdali, sau khi trẫm thăng thì hoàng vị sẽ thuộc về khanh. Nhưng ái khanh hãy đối xử tốt với các hậu duệ của Nader Shah này.
Chàng trai trẻ Ahmad Shah trả lời:
Hạ thần chỉ có thể hy sinh cho ngài. Hoàng thượng có quyền tuỳ ý sử dụng thần, thần sẵn sàng phục vụ ngài, và nếu muốn ngài có thể giết thần. Vì vậy, không có lý do hay nguyên nhân nào để hoàng thượng nói lời đó!.

## Nader Shah bị ám sát
Triều đại Nader Shah đột ngột kết thúc vào tháng 6 năm 1747, khi ông vua này bị ám sát. Những vệ binh người Turkoman đã ám sát Nader Shah một cách bí mật để những người Abdali khỏi cứu nguy cho nhà vua. Dù vậy, Ahmad Khan hay tin rằng Nader Shah bị một trong những cô vợ mình giết hại. Bất chấp nguy cơ bị tấn công, Ahmad Khan và các đạo quân Abdali tiến về: hoặc là để cứu Nader Shah hoặc là để xem chuyện gì đã xảy ra. Lúc đến túp lều của nhà vua, họ chỉ thấy thi hài Nader Shah và một chiếc đầu bị chặt. Vốn là những kẻ bầy tôi trung thành của Shah, những người Abdali đã oà khóc khi thấy vị lãnh tụ của mình chết, và lên đường về Kandahar. Trên đường về Kandahar, những người Abdali quyết định rằng Ahmad Khan là vị thủ lĩnh mới của họ, và từ đó ông được gọi là Ahmad Shah.
| “ | Sau khi Qandahar thất thủ, Nadir Shah gửi Ahmad Shah đến tỉnh Māzandarān - nơi ông trở thành Tổng trấn. Vào thời điểm vua Nadir băng hà, ông đã chỉ huy một đội quân của người Pashutun Abdali. Nhận ra rằng mình sẽ lâm nguy nếu cứ chung sống với những tên người Ba Tư đã ám hại Nadir Shah, ông cùng với 4.000 binh sĩ tới Qandahar. Trên đường đi, may mắn thay họ đã bắt giữ được một đoàn bộ hành và chiếm đoạt được nhiều chiến lợi phẩm xuất xứ từ Ấn Độ. Ông và binh sĩ là những chiến binh giàu có và thiện chiến. Nói chung là họ đã thành lập một đội quân hùng mạnh của các chiến binh Pashtun trẻ - những người trung thành với vị lãnh tụ của họ. | ” |

## Lên ngôi vua
Cuối năm đó (1747), những tù trưởng của bộc lạc Durrani (Abdali) đã họp mặt (Loya Jirga) ở Kandahar để bầu một vị lãnh đạo mới. Trong chín ngày liền, các ứng cử viên tranh cãi rất sôi nổi tại Argah. Riêng Ahmad Shah lại cứ làm thinh, tức là ông không vận động bản thân mình. Cuối cùng giáo trưởng Sabir Shah, ra khỏi chỗ thầm kín, đến trước mặt các ứng cử viên ở Jirga, vào bảo: 
| “            | Thượng đế thấy rằng không người nào có tài lãnh đạo, ngoại trừ Ahmah Shah. Cậu ấy có đủ tài đức để làm vua. Ngài đã phù hộ cho Sabir ta nêu tên người này vì chỉ có cậu ấy mới gánh vác được trách nhiệm của bậc đế vương. | ” |
| — Sabir Shah | |   |

Các thủ lĩnh khác nhất trí. Ahmad Shah được chọn làm lãnh đạo của các bộ lạc. Thế là những đồng tiền được đúc, và vua Ahmad Shah làm lễ đăng quang vào tháng 10 năm 1747, gần ngôi mộ của Shaikh Surkh, kế bên pháo đài Nadir Abad.
Vì trẻ nhất trong những người có cơ may làm vua, Ahmad đã đưa ra những bằng chứng lợi thế cho mình: 
- Ông là hậu duệ trực tiếp của Sado, giáo trưởng của thị tộc Sadozai, bộ lạc mạnh nhất của người Pashtun trong thời gian đó;
- Ông là một vị lãnh tụ có sức thuyết phục, không thể nghi ngờ được và là một chiến binh dày dạn - người được tuỳ ý sử dụng một đoàn tuỳ tùng, hay một toán kỵ binh lưu động;
- Ông là người kế vị không gây tranh cãi của vương quốc mà Nadir Shah để lại.
- Haji Ajmal Khan, thủ lĩnh người Mohammedzai (còn gọi là Barakzai), kẻ thù của người Sadodzai, phải rời khỏi cuộc bầu cử này.[24]

Với tư cách là tù trưởng, Ahmad Shah xưng hiệu "Durr-i-Durrani" ("viên ngọc của những viên ngọc quý" hay "viên ngọc của thời đại"), một chức hiệu mà Nader Afshar đã phong cho ông.

## Mở rộng lãnh thổ
Tiếp bước Nader Shah, Ahmad Shah xây dựng một đội quân hùng mạnh mà chủ yếu là những người Durrani, Tājik, Kizilbāsh, và Yūzufzai trung thành với ông.
Ahmad Shah khởi đầu cuộc chinh phạt bằng việc xâm chiếm Ghazni từ tay người Pashtun Ghilzai, giành được Kabul từ tay vị chúa tể ở đó, tất cả những sự kiện này khiến cho Ahmad Shah củng cố được sự cai trị của ông ở miền đông Khorasan, phần lớn xứ Afghanistan ngày nay. Để cai trị bộ lạc mình, các thủ lĩnh Afghan phải giành của cải về bộ lạc mình, và Ahmad Shah thực hiện xuất sắc trong cả việc mở rộng bờ cõi lẫn giành giật của cải về cho hậu thế. Ngoài việc chinh phạt Punjab ba lần trong các năm 1747 - 1753, ông chiếm được Herāt năm 1750 rồi cả Nishapur (Neyshābūr) và Mashhad năm 1751.
Năm 1748, khi mới lên ngôi, Ahmad Shah vượt sông Ấn lần đầu tiên - quân đội ông đã cướp phá Lahore trong cuộc viễn chinh này. Năm sau (1749), hoàng đế nhà Mogul bị buộc phải nhượng Sindh và toàn bộ Punjab và cả một địa điểm quan trọng là sông Ấn cho ông, để bảo vệ kinh thành Delhi khỏi bị quân Ahmad Shah tấn công - thế là Ahmad Shah có được những vùng đất rộng lớn ở phía đông mà khỏi tốn một mũi tên. Ahmad Shah tiến về phía tây để đánh thành Herat nằm dưới quyền cháu trai của Nadir Shah là vua Shah Rukh. Thành phố này rơi vào tay Ahmad Shah năm 1750, sau gần một năm vây hãm và giao chiến khốc liệt; sau đó Ahmad Shah thảo phạt xứ Ba Tư, chiếm được Nishapur và Mashhad năm 1751. Ông đã ân xá cho vua Shah Rukh và tái thiết lại xứ Khurasan của ông ta, nhưng buộc xứ này phải triều cống cho triều đình Durrani. Sự kiện này đánh dấu việc thành lập biên giới phía cực Tây của đế quốc Durrani tại Pul-i-Abrisham, trên con đường Mashhad-Tehran.

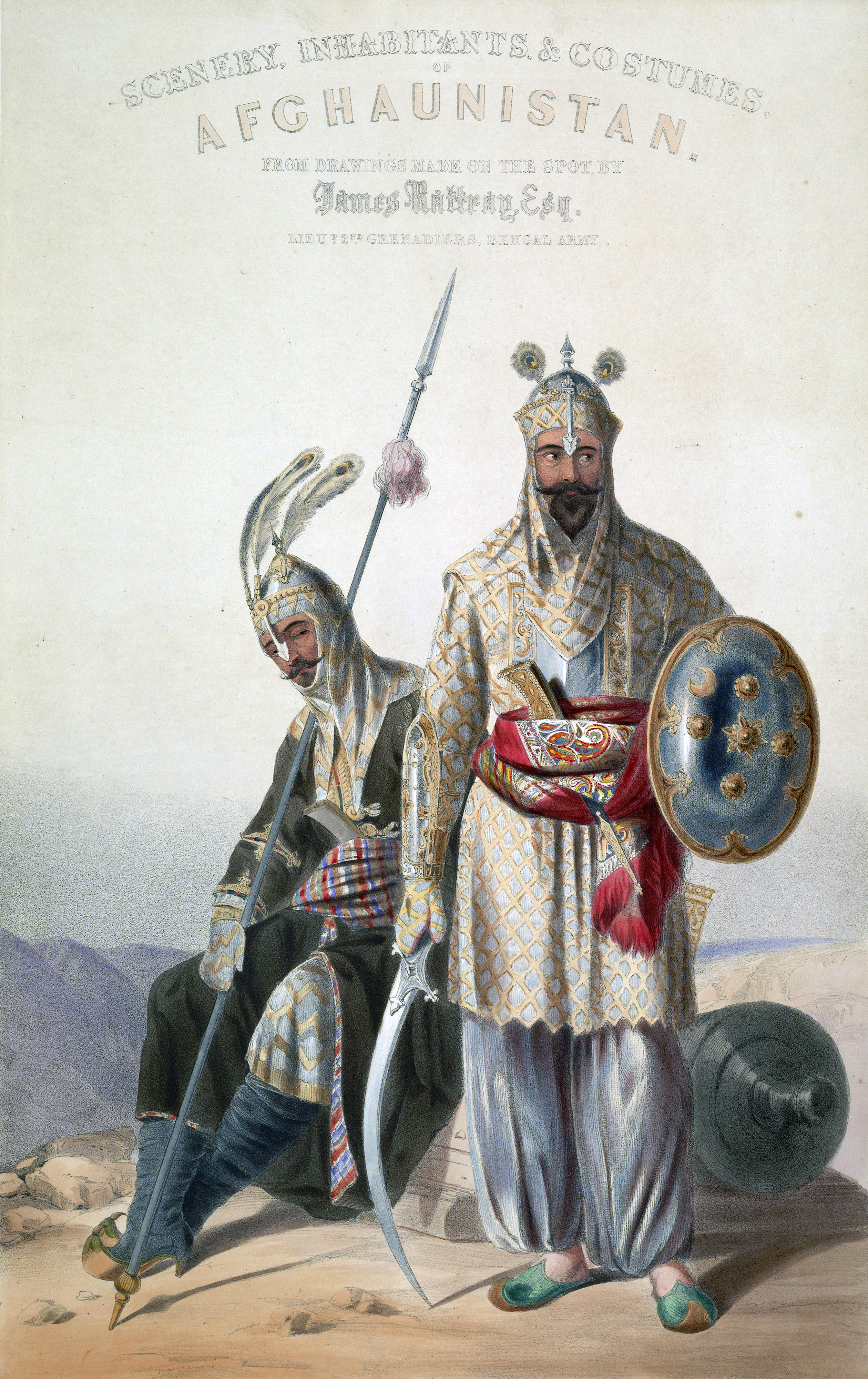
Những chiến binh của Hoàng gia Durrani.

Trong khi đó, người Sikh đã chiếm thành phố Lahore vào ba năm trước, và Ahmad Shah đã trở về năm 1751 để đánh đuổi họ. Năm 1752, các nhà quý tộc vùng Kashmir đã mời ông đem quân đến vùng đất này để đánh đổ các quan cai trị vô dụng của triều đình Mogul. Nhận lời mời của các quý tộc Kashmir, ông chinh phạt được Kashmir, bắt dân ở đây phải thần phục. Sau đó, ông gửi quân tới khuất phục những vùng phía bắc Hindu Kush. Đạo quân hùng mạnh của ông đã nhanh chóng kiểm soát được miền bắc, trung và tây Afghanistan, nơi có những người Turkmen, Uzbek, Tajik và Hazara sinh sống.
Sau đó, năm 1756/57, trong cuộc chinh phạt Ấn Độ lần thứ tư, Ahmad Shah cướp phá Delhi rồi cướp bóc các thành phố Agra, Mathura, và Vrndavana. Tuy nhiên, ông không lật đổ nhà Mogul, vì triều đại này, vốn chỉ làm vì, đã công nhận ông là lãnh tụ của các miền đất Punjab, Sindh, và Kashmir. Ông đưa vua bù nhìn Alamgir II lên ngai vàng Mogul, năm đó ông và con trai là Timur thành lập quan hệ hôn nhân với Hoàng gia Mogul. Ông cũng cưới cô con gái của hoàng đế nhà Mogul là Muhammad Shah. Thực quyền của ông ở các miền đất trên cũng được Công ty Đông Ấn thừa nhận. Cuối cùng, Ahmad để hoàng tử Timur Shah (cưới một công chúa của Alamgir II) ở lại Ấn Độ để ông được tự do làm những điều mình thích, phần mình thì về Afghanistan.
Trên đường về Ahmad Shah đánh chiếm Amritsar (1757), và cướp phá Harmandir Sahib - tức ngôi Đền Vàng nổi tiếng. Ông còn đổ máu người và bò bị giết vào sarovar (chiếc hố thiêng) của đền này, làm cho chiếc hố bị đầy ắp. Đền Vàng có vai trò với đạo Sikh giống như Mecca đối với đạo Hồi, thế nên hành động của ông bị xem là phạm tội nặng. Hành động cuối cùng này đã khởi đầu cho sự cay đắng lâu dài của người Sikh đối với người Afghan.

### Trận Panipat lần thứ ba
Sau khi hoàng đế Aurangzeb qua đời năm 1707, đế quốc Mogul suy yếu ở miền bắc Ấn Độ; Trong các năm 1751-52, Hiệp ước Ahamdiya được những người Maratha và người Mogul ký kết, khi Balaji Bajirao làm Peshwa. Theo hiệp ước này, đế quốc Maratha kiểm soát hầu hết Ấn Độ từ kinh đô Pune trong khi đế quốc Mogul bị thu hẹp chỉ còn mỗi Delhi (mà người Mogul chỉ cai trị Delhi trên danh nghĩa). Người Maratha giờ đây liên tiếp mở rộng bờ cõi về phía Tây bắc Ấn Độ. Trong khi đó, Ahmad Shah cướp phá kinh đô Mogul và rút về với những của giành được mà ông đã thèm muốn. Peshwa Balaji Bajirao liền sai Raghunathrao đem quân đi đánh đuổi người Afghan, và chiếm Lahore, Multan, Kashmir và những "subah" khác ở phần lãnh thổ của người Ấn Độ ở Attock. Năm 1757, trên đường về Kandahar, Ahmad Shah đứng giữa nhiều lời khuyên ngăn của các giáo trưởng Hồi giáo, ví dụ như Shah Waliullah,, thế rồi ông quyết định trở lại Ấn Độ để chống nhau với liên quân Maratha.
Ông kêu gọi một cuộc jihad (thánh chiến Hồi giáo) chống lại người Maratha, và được những chiến binh của nhiều bộ lạc Pashtun, kể cả những bộ lạc như Baloch, Tajik, và tín đồ Hồi giáo ở Nam Á đáp trả. Trong những trận đánh lẻ tẻ đầu tiên, quân Afghan đánh bại được những đơn vị đồn trú yếu hơn của quân Maratha ở miền tây bắc Ấn Độ. Vào năm 1759, Ahmad Shah và quân đội ông vượt Lahore và chuẩn bị đối địch Maratha. Năm 1760, các nhóm người Maratha thống nhất lại thành một đội quân đông đảo do Sadashivrao Bhau chỉ huy. Đây là lần thứ ba mà Panipat là nơi tranh giành quyền lực của các đế quốc ở miền bắc Ấn Độ. Trong trận chiến Panipat lần thứ ba (tháng 1 năm 1761), hai đội quân hùng mạnh của những người Hồi giáo và Ấn Độ giáo giao tranh dọc theo quãng đường 12 km về phía trước, kết quả là Ahmad Shah giành chiến thắng quyết định.

### Miền đông Turkistan và người Duy Ngô Nhĩ
Thấy vùng đất của những người Duy Ngô Nhĩ bị quân Mãn Thanh xâm chiếm, Ahmad Shah ngày đêm lo nghĩ cách giúp người Hồi giáo kháng chiến chống lại sự chinh phạt của quân Thanh. Ahmad Shah cắt đứt ngoại thương với đế quốc Mãn Thanh (Trung Quốc) và phái quân sĩ đến Kokand. Dù vậy, ngân khố quốc gia của ông bị kiệt quệ sau chiến dịch đánh Ấn Độ, và dù đạo quân mỏng manh của ông đã tiến về Trung Á, Ahmad Shah không có kế sách đánh Mãn Thanh. Để làm cho tình hình ở miền đông Turkistan êm dịu, Ahmad Shah gửi phái bộ sứ thần đến Bắc Kinh, nhưng cuộc gặp gỡ này không đem lại lợi lộc gì cho người Duy Ngô Nhĩ.

## Suy sụp và cuộc chiến chống người Sikh

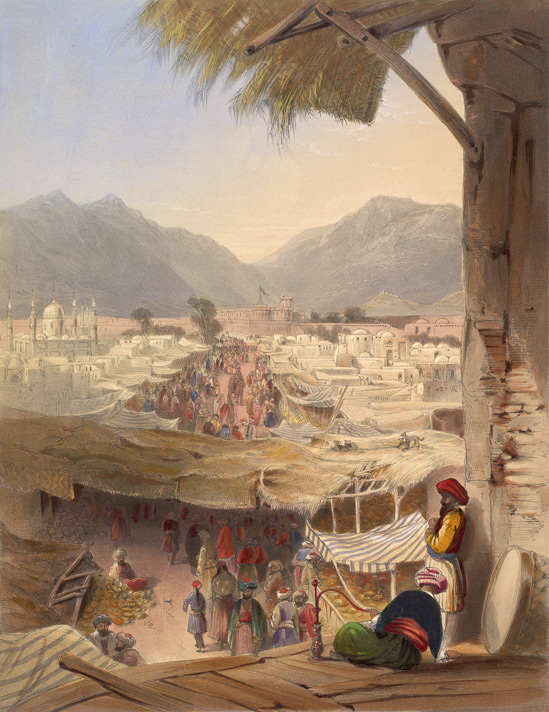
Tranh vẽ kinh đô Kandahar của vua Durrani, với lăng của ông (background left).

Trong khi đó, người Sikh đã chiếm thành phố Lahore vào ba năm trước, và Ahmad Shah đã trở về năm 1751 để đánh đuổi họ. Năm 1752, ông chinh phạt được Kashmir, bắt dân ở đây phải thần phục. Sau đó, ông gửi quân tới khuất phục những vùng phía bắc Hindu Kush. Đạo quân hùng mạnh của ông đã nhanh chóng kiểm soát được miến bắc, trung và tây Afghanistan, nơi có những người Turkmen, Uzbek, Tajik và Hazara sinh sống.
Sau đó, năm 1756/57, trong cuộc chinh phạt Ấn Độ lần thứ tư, Ahmad Shah cướp phá kinh đô Delhi rồi cướp bóc các thành phố Agra, Mathura, và Vrndavana. Tuy nhiên, ông không lật đổ nhà Mogul, vì triều đại này, vốn chỉ làm vì, đã công nhận ông là lãnh tụ của các miền đất Punjab, Sindh, và Kashmir. Ông đưa vua bù nhìn Alamgir II lên ngai vàng Mogul, năm đó ông và con trai là Timur thành lập quan hệ hôn nhân với Hoàng gia Mogul. Ông cũng cưới cô con gái của hoàng đế nhà Mogul là Muhammad Shah. Thực quyền của ông ở các miền đất trên cũng được Công ty Đông Ấn thừa nhận. Cuối cùng, Ahmad để hoàng tử Timur Shah (cưới một công chúa của Alamgir II) ở lại Ấn Độ để ông được tự do làm những điều mình thích, phần mình thì về Afghanistan. Trên đường về Ahmad Shah đánh chiếm Amritsar (1757), và cướp phá Harmandir Sahib - tức ngôi Đền Vàng nổi tiếng. Hành động cuối cùng này đã khởi đầu cho sự cay đắng lâu dài của người Sikh đối với Vương quốc Afghanistan.
Chiến thắng Panipat cho thấy sức mạnh của Ahmad Shah và người Afghan lên tới đỉnh cao. Đế quốc Durrani có lẽ là đế quốc Hồi giáo lớn nhất thế giới thời đó. Dù vậy, ít lâu sau đế quốc này bắt đầu khủng hoảng. Chỉ cuối năm 1761, cuộc khởi nghĩa của tín đồ Sikh đã lan rộng khắp vùng Punjab. Năm 1762, Ahmad Shah lại phải rời Afghanistan lần thứ sáu để đàn áp người Sikh. Quân ông đột kích vào Lahore và Amritsar. Trong vòng hai năm, người Sikh lại vùng dậy, và ông lại phát động chiến dịch chống lại họ 1764, kết thúc trong một trận đánh quyết định. Do lo sợ đế quốc Ấn Độ của mình sẽ rơi vào tay người Sikh, Ahmad Shah lại phát động chiến tranh chống "lũ giặc Sikh", kéo dài đến cuối năm 1766. Đây là cuộc chinh phạt Ấn Độ lần thứ tám. Lần này người Sikh dùng chiến thuật cổ của họ: ẩn và tìm. Bọn họ đã rời khỏi Lahore, nhưng lại đến đối mặt trực tiếp với tướng Afghan là Jahan Khan ở Amritsar, tiêu diệt quân Afghan, kết quả là 6.000 lính của vua Abdali thiệt mạng. Jassa Singh Ahluwalia cùng với 2.000 quân Sikh của mình đi quanh quẩn bên chiếc lều quân Afghan, rồi cướp phá nó cho thoả mãn.
Mùa xuân năm 1761, Ahmad Shah đã trở về Kabul; và kể từ đó đến mùa xuân năm 1773, ông tích cực hoạt động chống thù trong giặc ngoài; nhưng đồng thời sức khoẻ của ông, vốn đã suy sụp từ trước, lại trở nên tồi tệ, và khiến cho ông không thể đích thân giao chiến trong các cuộc chinh phạt nữa. Từ năm 1764, trên mặt ông mọc ung nhọt, và đây là nguyên nhân gây ra cái chết của ông. Ông qua đời ở Murghah, Afghanistan, vào đầu tháng 6 năm 1773, hưởng thọ 50 tuổi. Ông được kế vị bởi con trai là Timur Shah Durrani.

## Tổ chức chính quyền
Ông đã tổ chức (không rõ năm nào) một "Hội đồng học vấn", tức Majlis-e-Ulema, nhiệm vụ đầu của hội đồng này là "cống hiến cho Thượng đế và luật pháp nhà nước", về phần mình thì Ahmad Shah - vốn là một Molawi - thường đưa ra quyết định trong các cuộc đàm luận về thơ phú và khoa học. Với tư cách là một ông vua, ông không can thiệp vào các bộ lạc và tập quán của họ, miễn là họ không được can thiệp vào những tham vọng của ông.

## Di sản

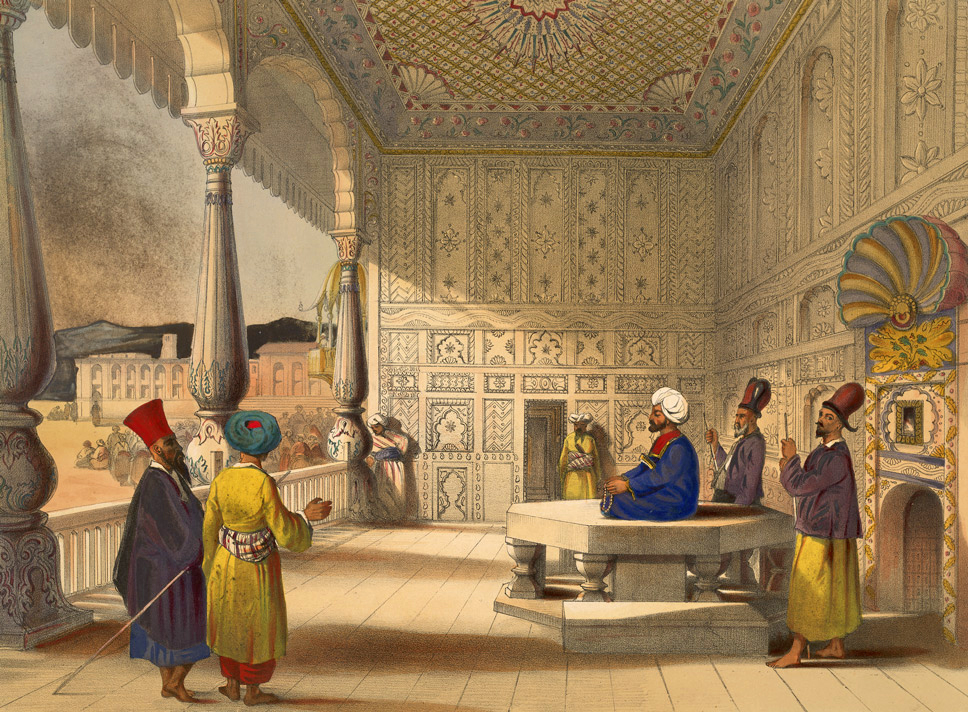
Shuja Shah Durrani, cháu nội của Ahmad Shah, trở thành vua cuối cùng của nhà Durrani.

Các hậu duệ của Ahmad Shah, từ con ông là Timur đến Shuja Shah Durrani, đều không có khả năng thống trị đế quốc Durrani, nạn thù trong giặc ngoài liên tục bùng nổ, và đế quốc sụp đổ trong vòng nửa thế kỷ sau khi ông qua đời. Phần lớn lãnh thổ mà Ahmad Shah đã chinh phạt đều bị mất về tay kẻ khác trong 50 năm đó. Năm 1818, các vua hậu duệ Ahmad Shah cai trị vùng lãnh thổ còn bé hơn Kabul và các lãnh thổ bị mất. Họ không chỉ mất những vùng đất xa, mà còn làm cho những bộ lạc Pashtun khá trở nên căm ghét, trong số đó nhiều bộ lạc thuộc các nhánh khác của dòng dõi Durrani. Trước khi Dost Mohammad Khan lên ngôi năm 1826, Afghanistan bị hỗn loạn, khiến nhà nước này bị tan vỡ thành nhiều cộng đồng nhỏ.
Khác với các nhà chinh phạt Babur hay Mohammad Ghori, ông không đặt Ấn Độ làm nền tảng của đế quốc mình. Ông chỉ tạo nền tảng cho Afghanistan trở thành một quốc gia mà ngày nay hãy còn tồn tại. Thật vậy, tên gọi "Afghanistan" chính thức được nhắc đến lần đầu tiên vào năm 1801, trong Hoà ước Anh - Ba Tư. Vì vậy Ahmed Shah có danh hiệu là "Ahmad Shah Baba", người "cha" của Afghanistan.
Chiến thắng Panipat của ông cũng ảnh hưởng đến lịch sử tiểu lục địa Ấn Độ và một phần đến sự thống trị của thực dân Anh trên đất nước này. Việc ông từ chối tiếp tục chiến dịch phạt Ấn Độ đã ngăn ngừa được cuộc chiến với Công ty Đông Ấn của Anh, khiến Anh dễ dàng xâm lược Ấn Độ sau khi họ chiếm được xứ Bengal năm 1757. Dù vậy, nỗi lo sợ về một cuộc chinh phạt của người Afghan khác vẫn ám ảnh giới cầm quyền Anh trong gần nửa thế kỷ sau trận chiến Panipat. Các nguồn tin Anh ở Panipat đã ghi nhận về những chiến công của Ahmad Shah, theo đó ông là 'Vua của các vua'. Năm 1798, do lo sợ về liên minh Pháp - Afghan, sứ thần Anh đến Ba Tư đã truyền kiến thức cho vua Ba Tư, để tạo bàn đạp cho cuộc chiến giữa Ba Tư với Đế quốc Afghanistan.
Di tích lịch sử nổi tiếng nhất của Kandahar là lăng Ahmad Shah Durrani, mộ chí của ông có những dòng viết sau đây:
| “ | Đức vua tối cao, Ahmad Shah Durrani, Người có tài trị quốc sánh ngang Kisra. Dưới thời người, vì sợ hãi sự huy hoàng và cao thượng của người, Một con sư tử cái đã nuôi hươu đực bằng sữa của nó. Từ mọi phía trong lỗ tai của những tên giặc Đều vang lên hàng ngàn lời quát từ lưỡi dao găm người cầm. Ngày mà người rời khỏi trần gian Chính là năm Hijra 1186 (1772 CN) | ” |

"Under the shimmering turquoise dome that dominates the sand-blown city [of Kandahar] lies the body of Ahmad Shah Abdali, the young Kandahari warrior who in 1747 became Afghanistan's first king. The mausoleum is covered in deep blue and white tiles behind a small grove of trees, one of which is said to cure toothache, and is a place of pilgrimage. In front of it is a small mosque with a marble vault containing one of the holiest relics in the Islamic World, a kherqa, the Sacred Cloak of Prophet Mohammed that was given to Ahmad Shah by Mured Beg, the Emir of Bokhara. The Sacred Cloak is kept locked away, taken out only at times of great crisis but the mausoleum is open and there is a constant line of men leaving their sandals at the door and shuffling through to marvel at the surprisingly long marble tomb and touch the glass case containing Ahmad Shah's brass helmet. Before leaving they bend to kiss a length of pink velvet said to be from his robe. It bears the unmistakable scent of jasmine".
Mountstuart Elphinstone đã viết về Ahmad Shah, nguyên văn: 
| “                         | His military courage and activity are spoken of with admiration, both by his own subjects and the nations with whom he was engaged, either in wars or alliances. He seems to have been naturally disposed to mildness and clemency and though it is impossible to acquire sovereign power and perhaps, in Asia, to maintain it, without crimes; yet the memory of no eastern prince is stained with fewer acts of cruelty and injustice. | ” |
| — Mountstuart Elphinstone | |   |

Tạm dịch:
| “                         | Lòng dũng cảm và những hành động quân sự linh lợi của ông phải được kể đến với sự ngưỡng mộ, bởi cả các thần dân của ông lẫn các quốc gia có liên quan tới ông, tức là những quốc gia đã đánh nhau hoặc liên minh với ông. Ông dường như cũng đã thể hiện sự khoan dung và độ lượng và bất chấp việc lên nắm vương quyền, và có lẽ, ở châu Á, để duy trì nó mà không gây tội ác là một điều khó; xưa nay không có vị quân vương phương Đông nào được nhớ đến là ít tàn bạo và bất công hơn. | ” |
| — Mountstuart Elphinstone | |   |

## Các bài thơ của Ahmad Shah
Ahmad Shah đã viết một tập thơ ca ngợi bằng tiếng Pashtun của quê nhà. Ông cũng là tác giả của nhiều bài thơ tiếng Ba Tư.

## Niên biểu
- 1722: Ahmad Khan - tức Ahmad Shah sau này - sinh tại Multan hoặc Herat.
- 1739: Ở tuổi 16, Ahmad Shah chỉ huy 4.000 kỵ binh cùng Nader Shah chinh phạt nước Ấn Độ.